# Martella goianensis
Martella goianensis är en spindelart som beskrevs av Galiano 1969. Martella goianensis ingår i släktet Martella och familjen hoppspindlar. Inga underarter finns listade i Catalogue of Life.